# Site sublacustre du Petit Port
Le site sublacustre du Petit Port est un site archéologique situé à Annecy-le-Vieux, en France.

## Localisation
Le site archéologique est situé dans le lac d'Annecy, sur la commune d'Annecy-le-Vieux, en Haute-Savoie.

## Description
Le site regroupe une série de pieux entre 1,8 et 2,8 mètres de profondeur sur environ 2 000 m2.

## Historique
L'édifice est inscrit au titre des monuments historiques en 1991.